# Marguerite Gachet au piano
Marguerite Gachet au piano est une peinture à l'huile sur toile (102,6 × 50 cm) réalisée en juin 1890 par le peintre Vincent van Gogh. Elle est conservée au Kunstmuseum de Bâle.

## Histoire et description
Van Gogh est depuis un mois en séjour à Auvers-sur-Oise pour être soigné par le docteur Gachet et il demeure à l'auberge Ravoux à côté de chez lui. Ce tableau représente la fille de son ami, Marguerite (1869-1949) âgée de vingt-et-un ans, jouant du piano, dans la maison familiale d'Auvers-sur-Oise. Le docteur Gachet ayant appris que sa fille avait posé seule pour le peintre, il lui interdit toute amitié entre eux. Van Gogh en est fort affecté. Il a peint aussi la veille la jeune fille dans son jardin, tableau intitulé Mademoiselle Gachet dans son jardin à Auvers-sur-Oise et conservé au musée d'Orsay.